# Cerro de Santa Catarina
Cerro de Santa Catarina är ett berg i Mexiko.   Det ligger i kommunen Santa Catarina och delstaten Nuevo León, i den centrala delen av landet, 700 km norr om huvudstaden Mexico City. Toppen på Cerro de Santa Catarina är 1 813 meter över havet, eller 135 meter över den omgivande terrängen. Bredden vid basen är 2,4 kilometer.
Terrängen runt Cerro de Santa Catarina är kuperad åt nordost, men åt sydväst är den bergig. Runt Cerro de Santa Catarina är det tätbefolkat, med 276 invånare per kvadratkilometer. Närmaste större samhälle är Santa Catarina, 9,3 km öster om Cerro de Santa Catarina. Omgivningarna runt Cerro de Santa Catarina är i huvudsak ett öppet busklandskap.